# 안카이 자동차
안후이 안카이 자동차(영어: Anhui Ankai Automobile Co., Ltd., 중국어: 安徽安凯汽车股份有限公司)는 중국 안후이성 허페이시에 본사를 둔 버스 제조업체이다.

## 모델
- 버스
  - A5
  - A6
  - A8
  - A9
  - 바오시퉁 K7
  - K8
  - F7
  - G7
  - G9
  - N7
- 학교 버스
  - S6
  - S7
  - S9
- 전기버스 & 미니밴
  - G6
  - G7
  - G9
  - A6
  - K7
  - E6
  - E9
  - T3/콰일레이운[3]
  - T5

## 같이 보기
- 세트라